# Valdeobispo
Valdeobispo è un comune della Spagna di 768 abitanti situato nella comunità autonoma dell'Estremadura, a 135 chilometri dal confine con il Portogallo.